# Giuseppe Petito
Giuseppe Petito (Civitavecchia, 25 febbraio 1960) è un ex ciclista su strada italiano.
Professionista dal 1981 al 1996, conta una vittoria di tappa alla Vuelta a España.

## Carriera
Passato professionista nel 1981, dopo la partecipazione ai Giochi della XXII Olimpiade di Mosca del 1980, si mise subito in luce vincendo una tappa del Postgirot Open, corsa a tappe svedese che concluse al secondo posto finale. In quella stessa stagione colse anche un terzo posto al Giro di Sardegna, per quanto riguarda le corse a tappe, mentre nelle prove in linea si segnalò con analogo piazzamento sia al Giro del Veneto che al Giro dell'Etna.
L'anno seguente ottenne piazzamenti in tappe sia al Vuelta al País Vasco sia al Giro di Sardegna; fu terzo al Giro della Provincia di Reggio Calabria e ottenne quella che la più importante affermazione della sua carriera professionistica, la terza tappa della Vuelta a España.
Nel 1984 vinse ad inizio stagione il Trofeo Laigueglia ma, vista l'attività di gregario svolta negli anni successivi, fu anche l'ultimo risultato di rilievo fino al 1986 quando sarà terzo nella classifica generale della Tirreno-Adriatico.
Tornò a vincere nel 1987, aggiudicandosi il Giro di Campania, cui seguirono ancora anni poco felici dal punto di vista dei risultati personali. Nel 1988 fu terzo nel Giro di Calabria e, per tornare alla vittoria, dovette aspettare il 1991, quando vinse una tappa alla Settimana Ciclistica Internazionale. Quello stesso anno fu poi secondo nella Settimana Siciliana, terzo nella Vuelta a Aragón, mentre terminò terzo al Gran Premio Industria e Commercio di Prato e secondo al Trofeo Laigueglia.
Nel 1992 sfiorò il successo al Giro d'Italia, dove fu battuto nella sesta tappa solo da Guido Bontempi, avviandosi verso il declino della carriera. La vittoria della quarta tappa del Giro di Puglia fu l'ultimo suo successo prima del ritiro.
Al termine della carriera da professionista è diventato direttore sportivo. Dal 2024 ricopre il ruolo di supervisore nella squadra ciclistica giovanile Effetto Ciclismo, con sede a Mentana, in provincia di Roma.

## Palmarès
- 1979 (dilettanti)

Campionati italiani, Prova in linea
Trofeo Gianfranco Bianchin
Coppa Giulio Burci
- 1980 (dilettanti)

Montecarlo-Alassio
- 1981 (dilettanti)

Trofeo Città di Castelfidardo
Ruota d'Oro - Festa del Perdono
- 1982 (Alfa Lum, una vittoria)

1ª tappa Postgirot Open
- 1983 (Alfa Lum, una vittoria)

3ª tappa Vuelta a España (Teruel > Sant Carles de la Ràpita)
- 1984 (Alfa Lum, due vittorie)

Trofeo Laigueglia
Gran Premio di Cecina
- 1987 (Gis Gelati, una vittoria)

Giro di Campania
- 1991 (Gis Gelati, una vittoria)

2ª tappa Settimana Ciclistica Internazionale
- 1993 (Mercatone Uno, una vittoria)

4ª tappa Giro di Puglia (Canosa di Puglia > Locorotondo)
- 1994 (Mercatone Uno, una vittoria)

Giro di Romagna

## Piazzamenti

### Grandi giri
- Giro d'Italia

1982: ritirato
1983: 77°
1984: 55°
1985: 71°
1986: 84°
1987: 77°
1988: 106°
1989: 109°
1991: 69º
1992: 69º
1993: 93º
- Tour de France

1986: ritirato (13ª tappa)
1994: ritirato (12ª tappa)
- Vuelta a España

1983: ritirato (17ª tappa)
1984: ritirato (11ª tappa)
1994: 92º
1995: 71º

### Classiche
- Milano-Sanremo

1983: 39º
1985: 31º
1986: 8º
1987: 73º
1988: 10º
1989: 40º
1990: 62º
1991: 37º
1992: 30º
1993: 50º
1994: 38º
- Giro delle Fiandre

1984: 18º
1989: 19º
1992: 35º
- Liegi-Bastogne-Liegi

1987: 15º
1989: 85º
1992: 25º
1994: 26º
- Giro di Lombardia

1982: 14º
1983: 33º
1984: 21º
1985: 21º
1991: 50º
1995: 46º

### Competizioni mondiali
- Giochi olimpici

Mosca 1980 - In linea: 27º